# Ludwig Hörmann
Ludwig Hörmann   (Múnic, 6 de setembre de 1918 - Múnic, 19 de juny de 2001) va ser un ciclista alemany que va ser professional entre 1946 i 1955. Fou especialista en curses de ciclisme en pista, en les quals destacà notablement. Va guanyar el Campionat d'Alemanya de ciclisme en ruta el 1951 i el 1952.
Aconseguí 11 victòries durant la seva carrera professional, destacant 4 campionats d'Alemanya. El 1952 fou tercer al Campionat del Món de ciclisme, a Luxemburg.
El seu germà Hans també fou ciclista professional.

## Palmarès en carretera
- 1939
  -  Campió d'Alemanya amateur en ruta
- 1942
  -  Campió d'Alemanya amateur en ruta
- 1951
  -  Campió d'Alemanya en ruta
  - Vencedor d'una etapa de la Volta a Alemanya
- 1952
  -  Campió d'Alemanya en ruta[2]
- 1953
  - 1r a la Deutsches Dreitagerennen
  - Vencedor d'una etapa al Tour del Sud-oest
  - Vencedor d'una etapa al Tour del Sud-est

## Palmarès en pista
- 1944
  -  Campió d'Alemanya en persecució per equips
- 1951
  -  Campió d'Alemanya en madison (amb Hans Hörmann)
  - 1r als Sis dies de Frankfurt (amb Harry Saager)
  - 1r als Sis dies de Hannover (amb Jean Schorn)
- 1952
  - 1r als Sis dies de Múnic (amb Alfred Strom)
- 1953
  -  Campió d'Alemanya de persecució
- 1954
  - 1r als Sis dies de Múnic (amb Hans Preiskeit)
  - 1r als Sis dies de Münster (amb Hans Preiskeit)